# Probiinivka, Verhovîna
Probiinivka (în ucraineană Пробійнівка) este localitatea de reședință a comunei Probiinivka din raionul Verhovîna, regiunea Ivano-Frankivsk, Ucraina.

## Demografie
Componența lingvistică a localității Probiinivka
     Ucraineană (100%)
Conform recensământului din 2001, toată populația localității Probiinivka era vorbitoare de ucraineană (100%).